# 務安郡

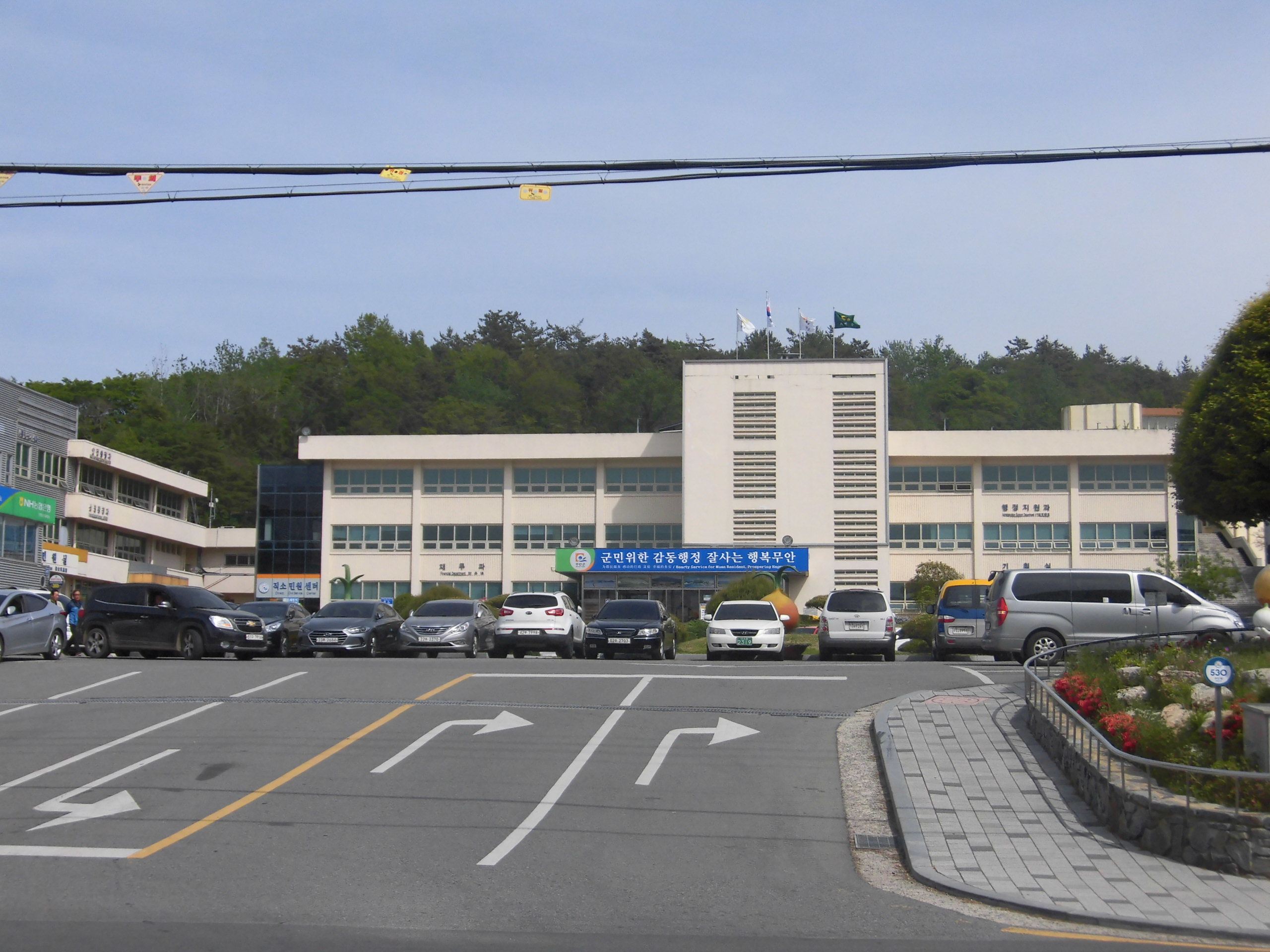
務安郡廳

務安郡（：／ Muan gun */?）是位於大韓民國全羅南道西部的一郡行政區，也是全羅南道的首府。務安郡的南西端接壤著韓國西海岸的港都木浦市，務安郡處於木浦市的近郊。務安郡曾管轄西部外海的諸多小島，但目前屬於新安郡。2005年，全羅南道道廳從光州遷移至郡内的三鄉面（現為三鄉邑）五龍路（南岳里）。
全羅南道計劃以務安郡與對岸的中國企業互動與往來，朝著「務安企業都市」的方向前進。基礎建設興建有如西海岸高速公路、務安光州高速公路以及取代光州國際機場的務安國際機場。
黃海沿岸的海岸多屬谷灣也有許多濕地。務安濕地有許多水鳥棲息，也盛行章魚漁業。2008年1月成為拉姆薩公約的登錄地，降低了開發對於濕地的破壞。

## 歷史
- 百濟的勿阿兮郡。
- 757年 - 設置務安郡。
- 1439年（世宗21年） - 木浦萬戶鎮設置。（『木浦市官方網站』木浦市的歴史）
- 1885年 - 廃止木浦萬戶鎮，編入務安郡內。
- 1887年 - 木浦開港。
- 1910年10月1日 - 務安府改稱木浦府。
- 1914年1月17日 - 湖南線開通至木浦。
- 1914年4月1日 - 郡面併合，木浦府的大部分（除了金洞面・進禮面・佐村面・嚴多面・新老面）、智島郡的大部分（除了古群山面・蝟島面・落月面）・莞島郡的一部分（八禽面）・珍島郡的一部分（都草面）組成務安郡。務安郡成立以下25面。

- - 二老面・一老面・朴谷面・清溪面・玄慶面・望雲面・海際面・三鄉面・外邑面・石津面・智島面・荏子面・沙玉面・慈恩面・岩泰面・長山面・荷衣面・飛禽面・押海面・蟬島面・黒山面・箕佐面・安昌面・八禽面・都草面

- 1917年（21面）
  - 蟬島面被分割編入智島面・押海面。
  - 箕佐面・安昌面・八禽面合併為安佐面。
  - 沙玉面被編入智島面。
- 1931年4月1日 - 外邑面改稱綿城面（21面）。
- 1932年 - 二老面的一部分木浦府（21面）。
- 1932年11月4日 - 石津面、朴谷面合併為石谷面（20面）。
- 1939年4月1日 - 石谷面改稱夢灘面（20面）。
- 1957年11月6日 - 綿城面改稱務安面（20面）。
- 1963年1月1日（19面）
  - 廃止二老面。三鄉面被編入木浦市。
  - 黒山面的一部分（牛耳島里）都草面。
  - 珍島郡鳥島面的一部分（馬津島里）被編入長山面。
- 1969年1月1日 - 智島面・荏子面・慈恩面・飛禽面・都草面・黒山面・荷衣面・長山面・安佐面・岩泰面・押海面成立新安郡後分離。（餘8面）
- 1973年7月1日 - 三鄉面的一部分被編入木浦市（餘8面）。
- 1979年5月1日 - 務安面升格為務安邑（餘1邑7面）。
- 1980年12月1日 - 一老面升格為一老邑（餘2邑6面）。
- 1983年2月15日 - 望雲面雲南出張所升格為雲南面（餘2邑7面）。
- 1987年1月1日 - 三鄉面的一部分被編入木浦市（餘2邑7面）。
- 2005年11月 - 全羅南道道廳從光州遷移到三鄉面，務安郡成為道廳所在地。
- 2011年1月1日 - 三鄉面升格為三鄉邑（餘3邑6面）。
- 2024年12月29日，務安國際機場發生空難，濟州航空的一架客機疑似因為鳥擊造成起落架無法正常打開，導致飛機降落時撞上機場跑道末端的圍牆。機上有181人，共2名機組人員生還，179人死亡。

## 行政

### 歷年人口
| 年度   | 總人口    |
| ------ | --------- |
| 1960年 | 135,648人 |
| 1966年 | 142,746人 |
| 1970年 | 129,942人 |
| 1975年 | 128,060人 |
| 1980年 | 115,327人 |
| 1985年 | 102,691人 |
| 1990年 | 90,498人  |
| 1995年 | 67,757人  |
| 2000年 | 62,352人  |
| 2005年 | 54,458人  |
| 2010年 | 68,462人  |
| 2015年 | 82,236人  |

### 行政區域
| 邑・面 | 法定里 | 戶數   | 人口   | 面積  |
| ------ | --- | ------ | ------ | ----- |
| 務安邑 | 校村里、城内里、高節里、城南里、星岩里、城東里、玫谷里、新鶴里、龍月里、平龍里                                                               | 5,098  | 11,202 | 35.67 |
| 一老邑 | 月岩里、清湖里、望月里、竹山里、九井里、義山里、支壯里、龍山里、山亭里、上新基里、光岩里、伏龍里、甘豚里                                     | 3,508  | 7,064  | 66.32 |
| 三鄉邑 | 任城里、南岳里、龍浦里、麦浦里、柳橋里、旺山里、芝山里                                                                                       | 18,884 | 37,715 | 44.54 |
| 夢灘面 | 九山里、歸鶴里、内里、茶山里、達山里、唐湖里、大峙里、明山里、夢江里、鳳鳴里、鳳山里、社倉里、沙川里、薬谷里、良壯里、梨山里、青龍里、鶴山里 | 1,733  | 3,404  | 63.08 |
| 清溪面 | 江亭里、九老里、南星里、南安里、道垈里、道林里、福吉里、伏龍里、司馬里、上馬里、西湖里、松峴里、月仙里、清溪里、清水里、清川里、台峰里       | 3,372  | 6,885  | 65.49 |
| 玄慶面 | 加入里、東山里、馬山里、松亭里、垂楊里、養鶴里、五柳里、外盤里、龍井里、平山里、海雲里、玄化里                                               | 2,573  | 5,157  | 55.34 |
| 望雲面 | 牧東里、牧西里、松峴里、炭島里、皮西里 | 1,049  | 2,185  | 19.11 |
| 雲南面 | 荷苗里、東岩里、蓮里、奈里、城内里 | 1,667  | 3,253  | 34.93 |
| 海際面 | 廣山里、大士里、德山里、萬豐里、山吉里、石龍里、松石里、新井里、兩梅里、洋月里、龍鶴里、柳月里、臨水里、蒼梅里、泉壯里、鶴松里               | 2,738  | 5,554  | 64.43 |

### 警察
- 務安警察署

### 消防
- 務安消防署

## 交通

### 鐵道
- 韓國鐵道公社（KORAIL）
  - 湖南線：務安站 - 夢灘站 - 一老站
    - KTX・SRT不在郡内停車。

- - 大佛線：一老站

### 高速公路
- 西海岸高速公路
  - 木浦交流道 - 一老交流道 - 木浦料金所 - 務安交流道
- 務安光州高速公路
  - 務安機場交流道 - 望雲交流道

### 國道
- - 國道1號 - 榮山路
- - 國道2號 - 務靈路
- - 國道24號
- - 國道77號

### 空港
- 務安國際機場
  - 有前往濟州國際機場的國内線、前往上海浦東國際機場、北京首都國際機場的國際線。也有前往柬埔寨暹粒吳哥國際機場的期間班機。
  - 2018年7月27日 - 濟州航空開通台灣桃園國際機場到務安機場的班機。
  - 2019年4月1日- 濟州航空開通澳門澳門國際機場到務安機場的班機。

## 自然
- 務安濕地 - 拉姆薩公約登錄濕地（參考韓國拉姆薩公約登錄地一覧）

## 出身人物
- 朴鐘八（拳擊手、曾是IBF與WBA的世界超中量級拳王）

## 外部連結
- 務安郡廳官方網站（韓語） （页面存档备份，存于）